# Celobioza
Celobioza je disaharid sa formulom . Celobioza se sastoji od dva molekula glukoze povezana β(1→4) vezom. Ona se može enzimatski hidrolizovati do glukoze. Hiroliza alternativno može da bude posredovana kiselinom.. Celobioza sadrži osam slobodnih alkoholnih (OH) grupa, jednu acetalnu vezu i jednu hemiacetalnu vezu, koje doprinose jačim inter- i intra-molekulskim vodoničnim vezama. Ona se može dobiti enzimatskom ili kiselinskom hidrolizom celuloze i celulozom bogatih materijala kao što su pamuk, juta, i papir.
Tretmanom celuloze sa acet anhidridom i sumpornom kiselinom, dobija se celobiozni oktoacetat, koji ne može da formira vodonične veze i koji je stoga rastvoran u nepolarnim organskim rastvaračima.